# یوجی اوئدا
یوجی اوئدا (انگلیسی: Yōji Ueda؛ زادهٔ ۷ اوت ۱۹۷۱) صداپیشگی اهل ژاپن است. وی از سال ۲۰۰۱ میلادی تاکنون مشغول فعالیت بوده‌است.
از فیلم‌ها یا برنامه‌های تلویزیونی که وی در آن نقش داشته‌است می‌توان به شبح درون پوسته: فیلم جدید اشاره کرد.